# Centre (département d'Haïti)
Pour les articles homonymes, voir Centre.
Le département du Centre (créole haïtien : Sant) est l'un des dix départements d'Haïti. La superficie est de 3 487 km2 et sa population est estimée à 678 626 habitants (recensement par estimation de 2009). Hinche est le chef-lieu. Le département a une frontière commune avec la République dominicaine à l'est.
Le département du Centre est le seul qui n'ait pas de débouché sur la mer, mais est néanmoins affligé par l'érosion des sols, conséquence du déboisement. En 2004, les inondations provoquées par le Cyclone Jeanne ont fait des centaines de victimes, surtout au Centre et en Artibonite.

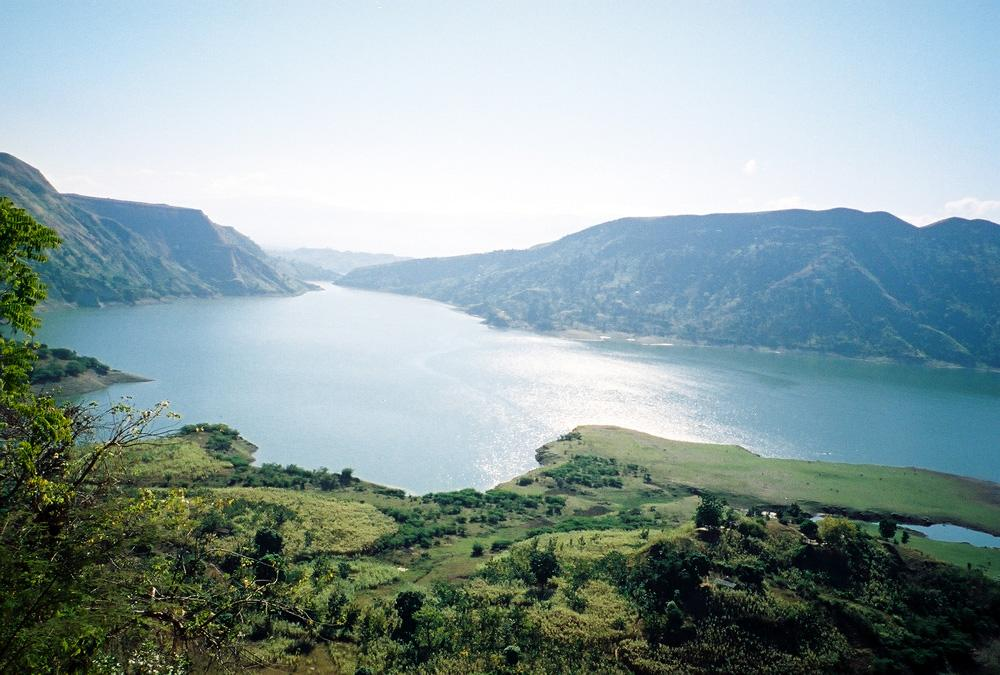
Lac Péligre

## Divisions administratives
Le département du Centre est divisé en 4 arrondissements et 13 communes :
- Arrondissement de Cerca-la-Source (2 communes) : 
  1. Cerca-la-Source
  2. Thomassique
- Arrondissement de Hinche (4 communes) : 
  1. Hinche
  2. Cerca-Carvajal
  3. Maïssade
  4. Thomonde
- Arrondissement de Lascahobas (4 communes) :
  1. Lascahobas
  2. Belladère
  3. Savanette
  4. Baptiste
- Arrondissement de Mirebalais (3 communes) :
  1. Mirebalais
  2. Saut-d'Eau
  3. Boucan-Carré

## Lieux historiques
- Hinche : Ancien territoire espagnol. Ville ayant vu naître Charlemagne Péralte, le chef du mouvement Cacos, opposé à l'occupation américaine en 1915.
- Mirebalais et Lascahobas : Lieu de combats sanglants de Toussaint Louverture contre les Anglais qui se ravitaillaient dans le Plateau Central (1795). Ville ayant vu naître Benoît Batraville.